# Jon Johnson
Jon Johnson (Sheridan, 16 de outubro de 1954) é um sonoplasta estadunidense. Venceu o Oscar de melhor edição de som na edição de 2001 por U-571.